# Mononatri glutamat
Mononatri glutamat (tiếng Anh: monosodium glutamate, viết tắt MSG), thường được gọi là bột ngọt hoặc mì chính, là muối natri của acid glutamic, một trong những amino acid không thiết yếu phong phú nhất trong tự nhiên. MSG được tìm thấy trong một số thực phẩm như cà chua, pho mát. Cơ quan Quản lý Thuốc và Thực phẩm Hoa Kỳ đã công nhận bột ngọt nhìn chung là an toàn (Generally recognized as safe, GRAS) và Liên minh châu Âu phân loại bột ngọt là phụ gia thực phẩm. Bột ngọt có mã HS 29224220 và số E là E621. Glutamat trong bột ngọt có vị 'umami' (vị ngọt thịt), tương tự glutamat từ các loại thực phẩm khác. Về phương diện hóa học, glutamat trong bột ngọt và glutamat từ thực phẩm tự nhiên là giống nhau.
Các nhà sản xuất thực phẩm giới thiệu và sử dụng bột ngọt như một chất điều vị bởi nó giúp cân bằng, hòa trộn và làm tròn đầy vị tổng hợp của thực phẩm.
Một quan niệm sai lầm phổ biến cho rằng bột ngọt có thể gây đau đầu và các cảm giác khó chịu khác, được gọi là "hội chứng nhà hàng Trung Hoa". Một số nghiên cứu mù đơn, mù đôi cho thấy rằng không tồn tại tác dụng như vậy khi cho bột ngọt vào thực phẩm ở nồng độ bình thường và không có kết luận khi cho bột ngọt vào nước dùng ở nồng độ lớn.

## Phát minh ra bột ngọt
Năm 1908, Giáo sư Kikunae Ikeda đã tách chiết acid glutamic như một chất tạo vị mới từ tảo bẹ Laminaria japonica, kombu, bằng phương pháp tách chiết dung dịch và kết tinh, ông đặt tên cho vị của acid glutamic là umami. Ông nhận ra rằng nước dùng của người Nhật nấu từ katsuobushi và kombu có một vị độc đáo mà khoa học thời đó chưa miêu tả được, nó khác với các vị cơ bản ngọt, mặn, chua và đắng. Để xác minh glutamat ở trạng thái ion hóa tạo ra vị umami, Giáo sư Ikeda đã nghiên cứu đặc tính vị của nhiều loại muối glutamat như calci, kali, amoni, và magnesi. Tất cả đều có vị umami cùng vị kim loại nhất định do khoáng chất có trong các loại muối này. Trong đó, muối natri glutamat là loại muối dễ hòa tan, dễ kết tinh và có vị ngon nhất. Giáo sư Ikeda đặt tên sản phẩm này là monosodium glutamate và đăng ký bản quyền để sản xuất bột ngọt. Anh em nhà Suzuki bắt đầu sản xuất bột ngọt rộng rãi trên quy mô thương mại vào năm 1909 với tên gọi AJI-NO-MOTO®, trong tiếng Nhật có nghĩa là "tinh chất của vị". Đó chính là lần đầu tiên bột ngọt được sản xuất trên thế giới.

## Quy trình sản xuất và tính chất hóa học
Từ lần đầu tung ra thị trường cho đến nay, bột ngọt đã được sản xuất với 3 phương pháp: (1) thủy phân protein thực vật với acid hydrochloric để phá vỡ các liên kết peptit (1909 - 1962), (2) tổng hợp hóa học trực tiếp từ acrylonitrile (1962 - 1973), và phương pháp hiện nay là (3) lên men vi khuẩn. Ban đầu, gluten lúa mì được sử dụng cho phương pháp thủy phân bởi trong 100g protein gluten chứa đến hơn 30g glutamat và glutamine. Nhưng với nhu cầu bột ngọt ngày càng tăng, các phương pháp sản xuất mới đã được nghiên cứu là tổng hợp hóa học và lên men. Ngành công nghiệp sợi polyacrylic bắt đầu ở Nhật Bản từ giữa những năm 1950 và acrylonitrile được sử dụng như nguyên liệu ban đầu để sản xuất bột ngọt.
Từ năm 2016, hầu hết quá trình sản xuất bột ngọt trên thế giới sử dụng phương pháp lên men vi khuẩn, tương tự như quy trình sản xuất rượu giấm, sữa chua. Natri được thêm vào sau ở bước trung hòa. Trong suốt quá trình lên men, các vi khuẩn chọn lọc (vi khuẩn Corynebacterium) được nuôi cấy với amonia và đường từ củ cải đường, mía đường, tinh bột sắn hoặc mật đường, sẽ tiết ra các amino acid trong hỗn hợp nuôi cấy, L-glutamat trong hỗn hợp sau đó sẽ được tách ra. Kyowa Hakko Kogyo Co Ltd (tên hiện nay là Kyowa Kirin) là công ty đầu tiên phát triển quá trình lên men công nghiệp để sản xuất L-glutamat.
Ngày nay, năng suất chuyển đổi và công suất sản xuất glutamat từ đường ngày càng được cải thiện trong sản xuất bột ngọt công nghiệp, nhờ đó bắt kịp với nhu cầu tiêu dùng.

## Tính chất hóa học
Hợp chất này thường ở dạng monohydrat (ngậm 1 phân tử nước). MSG là tinh thể màu trắng, không mùi. Chất rắn chứa cation natri Na+
 riêng biệt với anion glutamat, ở dạng ion lưỡng tính −
OOCCH(NH+
3)(CH
2)
2COO−
. Trong dung dịch chất phân ly thành ion glutamat và natri.
MSG dễ tan trong nước nhưng không hút ẩm và trên thực tế không tan trong các dung môi hữu cơ phổ biến như ether. Nhìn chung, bột ngọt ổn định trong các điều kiện chế biến thực phẩm thông thường. Trong quá trình nấu, bột ngọt không bị phân hủy, nhưng cũng như các amino acid khác, ở nhiệt độ cao nó có thể bị hóa nâu hoặc phản ứng Maillard có thể xảy ra khi có mặt đường ở nhiệt độ rất cao.

## Cách sử dụng bột ngọt
Bản thân bột ngọt tinh khiết có vị không dễ chịu lắm nếu không kết hợp với một vị mặn phù hợp.
Với liều lượng hợp lý, bột ngọt có thể giúp tăng cường cho các vị khác, làm hài hòa và làm tròn vị tổng thể của những món ăn nhất định. Bột ngọt phù hợp với các món thịt, cá, thịt gia cầm, nhiều loại rau, nước xốt, súp và các món ngâm; giúp tăng vị tổng thể của một số loại thực phẩm như nước dùng bò. Nhưng cũng như các chất tạo vị cơ bản khác ngoại trừ đường mía, bột ngọt chỉ có thể cải thiện vị ngon của món ăn với liều lượng thích hợp. Dùng quá nhiều bột ngọt có thể nhanh chóng làm hỏng hương vị của món ăn. Mặc dù liều lượng này là tùy theo loại thực phẩm, nhưng vị ngon của món súp chắc chắn sẽ bị giảm nhanh nếu sử dụng quá 1g bột ngọt trên 100ml.
Hơn nữa, có một sự tương tác giữa bột ngọt và muối ăn (muối natri chloride) và các chất tạo vị umami khác như nucleotide. Tất cả phải được bổ sung ở liều lượng tối ưu để giúp món ăn ngon nhất. Với các đặc tính này, bột ngọt có thể được dùng để giảm lượng muối (Natri), ăn vào, nguyên nhân gây bệnh tăng huyết áp, tim mạch và đột quỵ. Vị của những món ăn ít muối được cải thiện với bột ngọt ngay cả khi giảm đến 30% muối. Hàm lượng natri (trên % khối lượng phân tử) của bột ngọt thấp hơn khoảng 3 lần (12%) so với muối ăn (39%). Các loại muối glutamat khác cũng được dùng trong các món súp ít muối, nhưng hiệu quả tăng hương vị thấp hơn bột ngọt.

## Tính an toàn của bột ngọt khi được dùng như một chất điều vị
Bột ngọt được sử dụng một cách an toàn để nêm nếm thực phẩm trong hơn 100 năm qua. Trong suốt thời gian đó, đã có nhiều nghiên cứu chuyên sâu được thực hiện để làm sáng tỏ vai trò, lợi ích và tính an toàn của bột ngọt. Hiện nay, các cơ quan quản lý an toàn phụ gia thực phẩm quốc gia và quốc tế đều cho rằng, bột ngọt là chất điều vị an toàn cho mục đích sử dụng của con người. "Hội chứng MSG" ban đầu được gọi là "Hội chứng nhà hàng Trung Hoa" khi Robert Ho Man Kwok báo cáo một cách mơ hồ về các triệu chứng mà ông cảm nhận sau khi ăn ở một nhà hàng Trung Hoa tại Mỹ. Kwok giả định nhiều nguyên nhân cho các triệu chứng đó như rượu dùng để nấu ăn, natri hoặc bột ngọt. Tuy nhiên, từ đó mọi nghi vấn lại đều tập trung vào bột ngọt. Các tác động do rượu hoặc hàm lượng natri chưa từng được nghiên cứu.
Trong nhiều năm, giai thoại về những triệu chứng không đặc trưng do sử dụng bột ngọt tiếp tục gia tăng. Ở điều kiện bình thường, cơ thể chúng ta có khả năng chuyển hóa glutamat, một chất vốn có độc tính rất thấp. Thí nghiệm trên các cá thể chuột và loài gặm nhấm cho thấy, liều gây tử vong trên 50% cá thể khi sử dụng bột ngọt qua đường miệng (LD50) là từ 15 đến 18g/kg thể trọng, cao hơn gấp 5 lần so với muối (3g/kg thể trọng trên chuột). Do đó, việc ăn vào bột ngọt như một chất điều vị và mức độ glutamat tồn tại tự nhiên trong thực phẩm không gây độc hại cho con người.
Một báo cáo của Hiệp hội Sinh học Thực nghiệm Mỹ (FASEB) biên soạn vào năm 1995, ủy quyền bởi Cơ quan Quản lý Thuốc và Thực phẩm Hoa Kỳ (FDA) kết luận rằng bột ngọt an toàn khi "sử dụng ở hàm lượng thông thường". Mặc dù dường như vẫn có một số các đối tượng khỏe mạnh gặp phải Hội chứng MSG khi sử dụng đến 3g bột ngọt không kèm thức ăn, bột ngọt vẫn không được kết luận là nguyên nhân gây ra các triệu chứng này do các triệu chứng đều được báo cáo dựa vào những tin đồn.
Báo cáo này cũng cho thấy không có dữ liệu nào chứng minh về tác động của glutamat đối với các bệnh mãn tính và suy nhược. Một thử nghiệm lâm sàng sử dụng phương pháp mù kép, đa trung tâm không tìm ra mối liên hệ nào giữa Hội chứng MSG và việc tiêu thụ bột ngọt trên những cá nhân tin rằng họ có những phản ứng không tích cực với bột ngọt. Không mối liên hệ về mặt thống kê nào được tìm thấy, chỉ có một vài phản ứng nhưng không đồng nhất. Các triệu chứng không được quan sát thấy khi sử dụng bột ngọt với thực phẩm.
Để tránh việc thành kiến của những người tham gia có thể ảnh hưởng đến kết quả thí nghiệm, thí nghiệm đã được thiết kế theo phương pháp mù kép, có đối chứng giả dược (DBPC) và chất thử nghiệm được chứa trong viên nang vì hậu vị của glutamat khá mạnh và dễ nhận biết. Trong một nghiên cứu được thực hiện bởi Tarasoff và Kelly (1993), 71 đối tượng ở trạng đói tham gia thí nghiệm được cho sử dụng 5 g bột ngọt và sau đó ăn bữa sáng tiêu chuẩn. Chỉ có duy nhất 1 trường hợp bị phản ứng với giả dược và đối tượng tự xác định bị nhạy cảm với bột ngọt. Trong một nghiên cứu khác của Geha et al. (2000), các nhà khoa học đã kiểm tra phản ứng trên 130 đối tượng cho rằng họ nhạy cảm với bột ngọt. Nhiều thử nghiệm DBPC đã được thực hiện và chỉ những đối tượng có ít nhất 2 triệu chứng mới được tiếp tục tham gia. Cuối cùng, chỉ 2 đối tượng trong cả nghiên cứu này có phản ứng trong cả bốn thử nghiệm. Do tỷ lệ thấp nên các nhà nghiên cứu kết luận rằng việc phản ứng với bột ngọt không có tính lặp lại.
Cũng có những nghiên cứu kiểm tra MSG có gây béo phì hay không, nhưng kết quả khá khác nhau. Một vài nghiên cứu khác đang điều tra lời đồn về mối liên hệ giữa MSG và bệnh hen suyễn; nhưng các bằng chứng hiện tại chưa tìm thấy mối liên hệ nào.
Vì glutamat là chất dẫn truyền thần kinh quan trọng trong não, đóng vai trò chính trong hoạt động học hỏi và ghi nhớ, một nghiên cứu vẫn đang được thực hiện bởi các nhà thần kinh học về các tác dụng phụ có thể có của bột ngọt trong thực phẩm, nhưng hiện chưa có kết quả cho thấy có bất kỳ mối liên hệ nào.

### Úc và New Zealand
Cơ quan Tiêu chuẩn Thực phẩm Úc - New Zealand (FSANZ) dẫn chứng "có bằng chứng áp đảo từ rất nhiều nghiên cứu khoa học" rõ ràng đã bác bỏ dứt khoát mọi mối liên hệ giữa bột ngọt và "các phản ứng nghiêm trọng" hoặc "tác động lâu dài", tuyên bố bột ngọt "an toàn để sử dụng rộng rãi". Tuy nhiên, tổ chức này cũng đề cập có dưới 1% dân số, các đối tượng nhạy cảm có thể bị các tác dụng phụ "thoáng qua" như "đau đầu, bị tê/ngứa, đỏ mặt, mỏi cơ và bị mệt" nếu dùng nhiều bột ngọt cùng lúc. Những ai tự cho rằng mình nhạy cảm với bột ngọt được khuyến khích nên xác định bằng một đánh giá lâm sàng phù hợp.
Trong một báo cáo của FSANZ có viết:
"Không có bằng chứng thuyết phục nào cho thấy bột ngọt là yếu tố quan trọng gây ra các phản ứng toàn thân dẫn đến tình trạng bệnh nặng hoặc tử vong. Các nghiên cứu được thực hiện cho đến nay về hội chứng nhà hàng Trung Hoa phần lớn không chứng minh được mối tương quan nhân quả với bột ngọt. Một số ít người có thể bị kích thích, mắc "hội chứng nhà hàng Trung Hoa" có thể là do do sử dụng lượng lớn bột ngọt mà không ăn kèm thức ăn. Tuy nhiên, những tác động như vậy không kéo dài, và cũng không nghiêm trọng, có thể giảm đi khi dùng bột ngọt cùng với thức ăn. Các bằng chứng không chỉ ra rằng bột ngọt là yếu tố gây nên tác dụng phụ nghiêm trọng như co thắt phế quản ở những người mắc bệnh hen."— FSANZ, 

Tiêu chuẩn 1.2.4 của Bộ luật Tiêu chuẩn Thực phẩm Úc và New Zealand yêu cầu đề bột ngọt là chất phụ gia thực phẩm trên nhãn thực phẩm đóng gói. Trên nhãn phải ghi tên dòng phụ gia thực phẩm (ví dụ như chất điều vị), tiếp theo là tên phụ gia, MSG, hoặc số INS (Hệ đánh số quốc tế) 621.

### Mỹ
Bột ngọt là một trong nhiều dạng của acid glutamic hiện diện trong thực phẩm bởi acid glutamic là một amino acid rất phổ biến trong tự nhiên. Acid glutamic và các muối của nó cũng xuất hiện trong nhiều loại phụ gia thực phẩm khác như protein thực vật thủy phân, nấm men tự phân, nấm men thủy phân, chiết xuất nấm men, chiết xuất đậu nành và protein phân lập, là những phụ gia thường được dán nhãn với tên gọi chung cùng tên gọi thông thường. Từ năm 1998, bột ngọt không được gọi kèm trong thuật ngữ "gia vị và hương liệu". Các phụ gia thực phẩm như dinatri inosinat và dinatri guanylat, các ribonucleotide, thường được kết hợp với các nguyên liệu chứa bột ngọt để tạo hiệu ứng cộng hưởng. Tuy nhiên, ngày nay ngành công nghiệp thực phẩm thường dùng cụm từ "hương vị tự nhiên" khi sử dụng acid glutamic (MSG không kèm natri). Do thiếu quy định của FDA, không thể xác định có bao nhiêu phần trăm "hương vị tự nhiên" thực chất là acid glutamic.
FDA cho rằng các nhãn ghi "Không chứa MSG" hoặc "Không bổ sung MSG" sẽ gây hiểu lầm nếu thực phẩm chứa các nguồn glutamat tự do, ví dụ như protein thủy phân. Vào năm 1993, FDA đã đề nghị thêm cụm từ "(có chứa glutamat)" vào tên chung hoặc tên thường gọi của các protein thủy phân nhất định có chứa lượng lớn glutamat.
Trong phiên bản năm 2004 của cuốn sách On Food and Cooking, tác giả và cũng là một người đam mê thực phẩm Harold McGee tuyên bố rằng "[sau rất nhiều nghiên cứu], các nhà nghiên cứu độc tính học đã kết luận rằng bột ngọt là thành phần vô hại đối với hầu hết con người, thậm chí nếu dùng một liều lượng lớn 